# Józef Zbigniew Polak

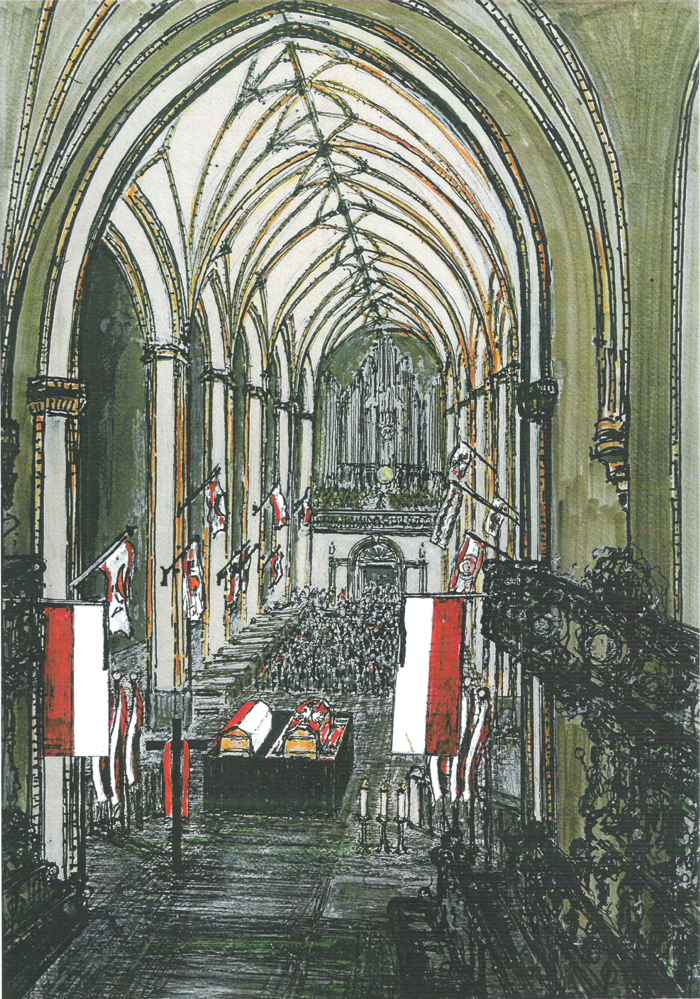
Szkic Zbigniewa Józefa Polaka Pogrzeb prezydenta Lecha Kaczyńskiego i jego małżonki Marii Kaczyńskiej

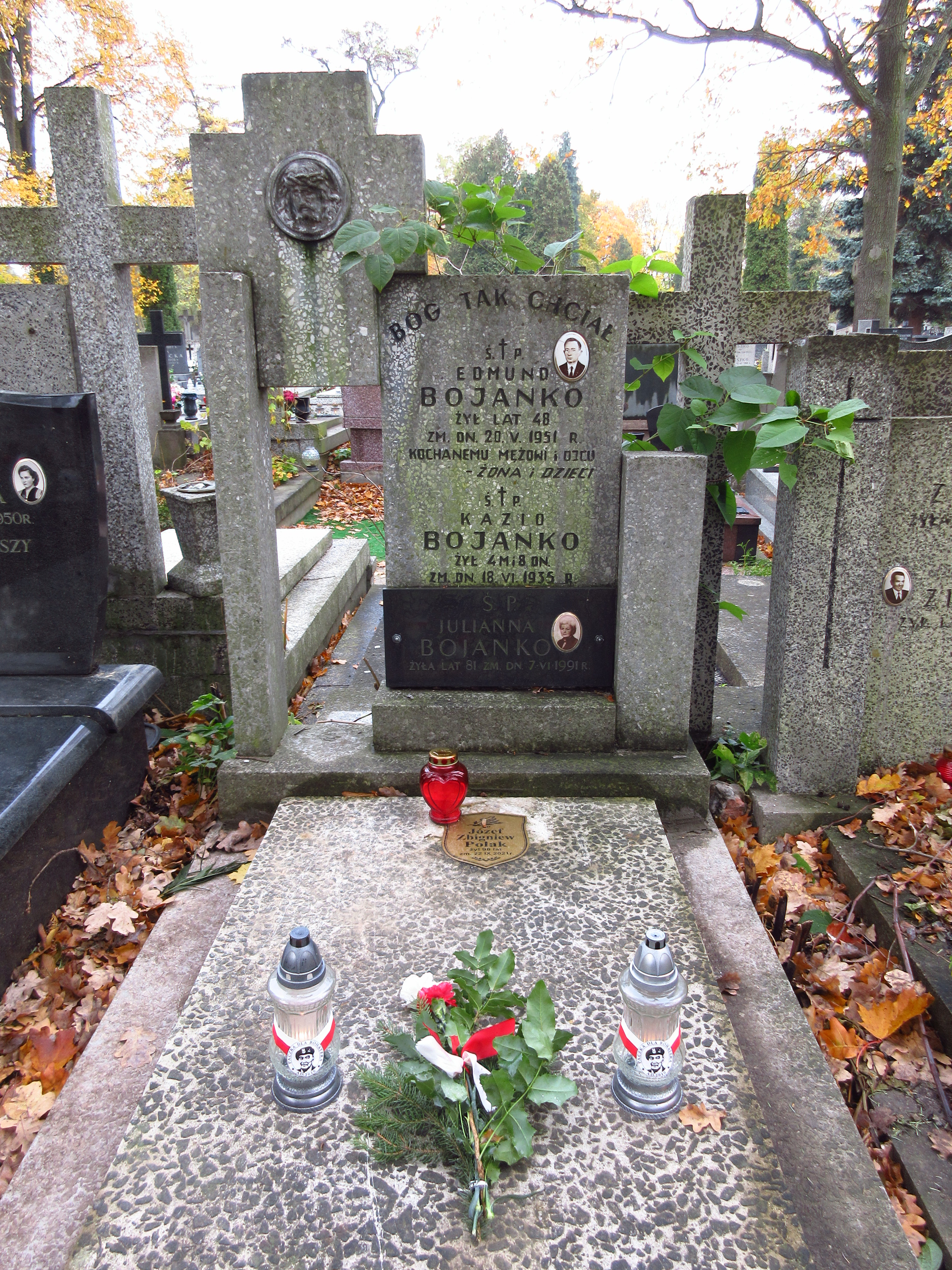
Grób Józefa Zbigniewa Polaka na cmentarzu Bródnowskim.

Józef Zbigniew Polak (ur. 25 maja 1923 w Łomży, zm. 22 września 2021 w Warszawie) – polski architekt, malarz, żołnierz AK, uczestnik powstania warszawskiego, kawaler Orderu Virtuti Militari.

## Życiorys
Jego ojciec Czesław pochodził ze starej rodziny warszawskich majstrów budowlanych, realizował się jako artysta i architekt. Matka, Helena, z rodu Tyszka, pochodziła z Wiśniewa koło Zambrowa. W 1936 r. rodzina Polaków zamieszkała w Warszawie. Tu młody Józef Zbigniew związał się z 78. drużyną ZHP, a następnie organizacją Orlęta przy Związku Strzeleckim. W okresie wojny, od 1939 do 1944, jak sam to określa, zamienił pióro na karabin. Organizował Orlęcy Hufiec Michałów, walczył w powstaniu warszawskim – jako absolwent tajnej szkoły podchorążych AK, dowodził zgrupowaniem Orląt Związku Strzeleckiego. Za udział w powstaniu otrzymał Krzyż Virtuti Militari kl. V, za zasługi bojowe w powstaniu warszawskim, a następnie walki na szlaku bojowym Warszawa – Berlin Srebrny Krzyż Zasługi z Mieczami.
Po powstaniu na rozkaz dowódcy Pragi wstąpił do Dywizji Piechoty im. Tadeusza Kościuszki, z którą przeszedł od Warszawy cały szlak bojowy m.in. jako dowódca zwiadu saperskiego. Po wojnie współorganizował środowisko Orląt przy Światowym Związku Żołnierzy AK. W latach 1947–1955 był członkiem ZMP.
Po powrocie z wojska podjął studia architektoniczne na Politechnice Warszawskiej, gdzie w 1949 r. uzyskał dyplom architekta-twórcy. Od 1949 r. był kierownikiem zespołu architektów i plastyków „Kozia 3” w Warszawie. W latach 1952–1957 kierował sekcją naukową na Wydziale Architektury Politechniki Warszawskiej w katedrze prof. Bohdana Pniewskiego. W latach 1981–1986 był również wykładowcą na tej uczelni.
W okresie aktywności zawodowej pracował w licznych pracowniach projektowych: Praga (1947), Paryż (1957), Bruksela (1959), Kabul (1967–1970), Chicago (1971–1974), Dubaj (1976–1977), Trypolis (1980–1981) i Karaczi (1982). Należał do licznych stowarzyszeń twórczych w kraju i poza jego granicami. Odwiedził 34 kraje, rysując zabytkową architekturę. Swoje grafiki wystawiał w wielu miastach m.in. w Chicago, Los Angeles, San Diego, Dubaju. Jego prace znajdują się w zbiorach krajowych i zagranicznych, w tym 8 rysunków w Watykanie, z których jeden obdarzony został specjalnym autografem papieża Jana Pawła II.
Został laureatem licznych konkursów krajowych i zagranicznych, na których zdobył 31 nagród i wyróżnień. Jest autorem projektu Domu Kultury w Rzeszowie przy ul. Dąbrowskiego, zrealizowanego w 1958 r. Wiele lat później, budynek ten został przeprojektowany przez arch. Marka Chrobaka na nowoczesny budynek uniwersytetu i mieści się w nim wydział muzyczny. Jest to jedyny socrealistyczny budynek na Podkarpaciu wpisany na listę zabytków. Dziesiątki domów mieszkalnych, szkół i budynków użyteczności publicznej zaprojektowanych przez niego powstało w wielu miastach Polski jako rezultat wygranych konkursów architektonicznych.
Jego zwycięstwo w konkursie na Ośrodek Kultury w Léopoldville (obecnie Kinszasa), stolicy Demokratycznej Republiki Konga było pierwszym po wojnie sukcesem polskich architektów na arenie międzynarodowej. Józef Zbigniew Polak jest zwycięzcą konkursu na centrum Kabulu i laureatem III nagrody w konkursie na centrum Tel Awiwu. Jest też autorem zrealizowanych projektów Khor Fakhan Centrum Kultury Arabskiej i Fakhau Karachy – Centrum w Libii. W Chicago, gdzie przebywał przez kilka lat, pracując w Biurze Architekta Miasta, projektował przebudowę Centrum – Central Plaza XX. Jest autorem projektu Kryształowej Katedry Miłosierdzia Bożego w Osny pod Paryżem.
Jest też autorem setek grafik obrazujących piękno i wyjątkowość wielu miejsc Polski. Portretuje głównie zabytki architektury, świątki, krzyże, kapliczki. Wśród uwiecznionych w ten sposób zakątków jest m.in. Kraków, Ponidzie, ziemia lubawska i gmina Brzozie.
Zmarł 22 września 2021 w Warszawie. Pochowany na Cmentarzu Bródnowskim (kwatera 10F-3-7).